# Xã West Hope, Quận Cavalier, Bắc Dakota
West Hope (tiếng Anh: West Hope Township) là một thành phố thuộc quận Cavalier, tiểu bang Bắc Dakota, Hoa Kỳ. Năm 2010, dân số của xã này là 429 người.. Westhope được thành lập vào năm 1903. Tên của thành phố được đặt dựa trên câu slogan "Hope of the West".

## Địa lý
Theo số liệu từ Cục điều tra dân số Hoa Kỳ, thành phố West Hope có tổng diện tích 0.85 km²